# Brett Gurewitz
Brett W. Gurewitz, född 12 maj 1962 i Los Angeles, Kalifornien, är en amerikansk musiker, även kallad Mr. Brett. Han är gitarrist och låtskrivare i punkbandet Bad Religion och ägare till skivbolaget Epitaph Records. Sedan 2003 spelar han även i bandet Error. 
Han har varit frånvarande i Bad Religion under två perioder, mellan 1983 och 1986 och mellan 1994 och 2001. 1985 gav han ut ett album under namnet The Seeing Eye Gods och under en kort period i mitten av 1990-talet spelade han i ett band kallat Daredevils. 
Han har även arbetat som producent, utöver Bad Religion åt grupper som NOFX, Rancid och Pennywise.

## Diskografi

### Album med Bad Religion
- 1982 – How Could Hell Be Any Worse?
- 1983 – Into the Unknown
- 1988 – Suffer
- 1989 – No Control
- 1990 – Against the Grain
- 1990 – 80-85 (samlingsalbum)
- 1992 – Generator
- 1993 – Recipe for Hate
- 1994 – Stranger Than Fiction
- 1995 – All Ages (samlingsalbum)
- 2000 – The New America
- 2002 – The Process of Belief
- 2004 – The Empire Strikes First
- 2007 – New Maps of Hell
- 2010 – The Dissent of Man
- 2013 – True North
- 2019 – Age of Unreason

### Album med Rancid
- 1993 – Rancid
- 1994 – Let's Go
- 1995 – …And Out Come the Wolves
- 2000 – Rancid
- 2003 – Indestructible
- 2014 – Honor Is All We Know
- 2017 – Trouble Maker

### Album med NOFX
- 1988 – Liberal Animation
- 1989 – S&M Airlines
- 1991 – Ribbed

### Andra album
- 1985 – The Seeing Eye Gods (med The Seeing Eye Gods)
- 1988 – L7 (med L7)
- 1990 – Unstuck in Time (med Jughead's Revenge)
- 1990 – Incognito (med No Use for a Name)
- 1991 – Down by Law (med Down by Law)
- 1991 – Soar (med Samiam)
- 1992 – Bricks Are Heavy (med L7)
- 1992 – Chemical People (med Chemical People)
- 1992 – Blue (med Down by Law)
- 1995 – About Time (med Pennywise)
- 1996 – Hate You (med Daredevils)
- 1997 – Full Circle (med Pennywise)
- 1997 – Willis (med The Pietasters)
- 1999 – F.T.T.W. (med H2O)
- 1999 – Awesome Mix Tape vol. 6 (med The Pietasters)
- 2000 – Pennybridge Pioneers (med Millencolin)
- 2000 – Symbolic (med Voodoo Glow Skulls)
- 2001 – Land of the Free? (med Pennywise)
- 2002 – Sing Sing Death House (med The Distillers)
- 2003 – West for Wishing (med Matchbook Romance)
- 2005 – State of Discontent (med The Unseen)
- 2006 – Heroine (med From First to Last)
- 2006 – The Matches (med The Matches)
- 2006 – Cold as the Clay (med Greg Graffin)
- 2010 – Deep Blue (med Parkway Drive)
- 2011 – Drifter (med Heartsounds)